# Thị trường trực tuyến
Thị trường trực tuyến (hay thị trường thương mại điện tử trực tuyến) là một loại trang web thương mại điện tử nơi các thông tin về sản phẩm hoặc dịch vụ được cung cấp bởi các bên thứ ba, trong khi các giao dịch được xử lý bởi nhà điều hành thị trường. Thị trường trực tuyến là loại hình thương mại điện tử đa kênh chính và có thể là cách để sắp xếp quy trình sản xuất tốt hơn.
Tại thị trường trực tuyến, các giao dịch của khách hàng có thể được xử lý bởi nhà điều hành thị trường và sau đó phân phối và hoàn thành bởi các nhà bán lẻ hoặc bán buôn tham gia thị trường (thường được gọi là “bán hàng bỏ qua khâu vận chuyển”). Các khả năng khác có thể bao gồm đấu giá (chuyển tiếp hoặc đảo ngược), danh mục, đặt hàng, quảng cáo mong muốn, chức năng trao đổi giao dịch và các khả năng như RFQ, RFI hoặc RFP. Các loại trang web này cho phép người dùng đăng ký và bán các mặt hàng đơn lẻ đến nhiều mặt hàng với phí “sau khi bán”.
Nói chung, vì thị trường tổng hợp các sản phẩm từ một loạt các nhà cung cấp, sự lựa chọn thường rộng hơn và tính sẵn có sẽ cao hơn trong các cửa hàng bán lẻ trực tuyến dành riêng cho nhà cung cấp.
Kể từ năm 2014, các thị trường trực tuyến rất phong phú kể từ khi các thị trường có tổ chức được tìm kiếm. Một số có nhiều loại sản phẩm quan tâm chung phục vụ hầu hết tất cả các nhu cầu của người tiêu dùng, tuy nhiên, một số khác là sản phẩm dành riêng cho người tiêu dùng và chỉ phục vụ cho một phân khúc cụ thể. Không chỉ là nền tảng để bán hàng trực tuyến, mà còn là giao diện người dùng và các vấn đề trải nghiệm của người dùng. Mọi người có xu hướng đăng nhập vào các thị trường trực tuyến được tổ chức và các sản phẩm mà họ dễ tiếp cận hơn.

## Dịch vụ và thuê ngoài
Có các thị trường cho việc thuê ngoài trực tuyến các dịch vụ chuyên nghiệp như dịch vụ Công nghệ thông tin, tối ưu hóa công cụ tìm kiếm, tiếp thị và công việc thủ công và ngành nghề yêu cầu kỹ năng.